# 阿梅里克斯 (印地安納州)
阿梅里克斯（英語：Americus）是位於美國印地安納州蒂珀卡努縣的一個人口普查指定地區。

## 地理
阿梅里克斯所處的海拔為高於海平面170米（即558英呎），而該地所採用的時區為UTC-5，即北美東部時區（EST）。同時該地設有夏令時間，為UTC-5調快一小時，即UTC-4（EDT）。